# 謝然之
谢然之（1913年6月25日—2009年6月27日），出自余姚泗门谢氏，生於浙江余姚，中華民國著名报人、外交官、新聞學者，生平跨越国共两党，为一代传奇。

## 生平

### 早年
北伐战争时期，赴上海，先后就读于上海光华大学（今华东师范大学）、东吴大学。1932年5月間，和當時上海左翼作家丁玲等同時加入中国共产党，由瞿秋白監誓，潘梓年和馮雪峰為聯絡員。东吴大学毕业后，於11月底抵達中华苏维埃的首都江西瑞金，就任中共江西省委宣傳委員，并担任中华苏维埃共和国临时中央政府机关报《红色中华》编委。1934年2月，中華蘇維埃共和國中央人民委員會改組，主席毛澤東辭職，由張聞天繼任主席，謝然之擔任秘書長。1934年冬，中央苏区红军被迫开始长征，然之与瞿秋白等人奉命留守江西瑞金。谢然之此时担任中华苏维埃共和国临时中央政府办事处秘书长，因肺病隱藏民間，遭羅卓英部俘擄，經轉報總指揮陳誠，因過去在上海與譚府相識，允予保釋，遂叛離中国共产党。

### 国民政府
被捕释放后，赴日本，1936年3月自上海經橫濱轉赴東京，入东京中央大学学习研究新闻学。1937年8月淞滬戰役爆發後，回國受邀擔任陳誠機要秘書。曾任国民政府军事委员会政治部设计委员，兼任《扫荡报》笔政（编辑），之后担任三民主义青年团中央宣传处处长，主编《中国青年》（月刊）。中国抗日战争末期，任职于三民主义青年团在陪都重庆的中央团部，担任主任秘书。1945年6月，奉派出國進修，自重慶經印度飛赴加拿大轉紐約，進入密蘇里大學新聞學院研究部進修；次年轉入明尼蘇達大學新聞及大眾傳播學院，研讀碩士學位。1947年7月取得碩士學位後自舊金山返國，次月就任中國國民黨中央執行委員會宣傳部新聞處處長。

### 台湾
1949年，原擬赴香港接辦《香港時报》。2月自香港赴浙江奉化溪口晉見國民黨總裁蔣介石，經陳誠推薦，5月1日隨陳誠調往臺北，自《臺灣新生報》第三任社長羅光典手中接下大任、自兼總編輯。1961年將《新生报》南部版更名為《台湾新闻报》。
1954年參與政治大学新闻系在台复系，並创办了政治作戰學校新聞系與中国文化大学新闻系，同時也参与创办国立台湾师范大学新闻系，並参与创办世新大学，是當代台湾新闻教育先驅者之一。谢然之和馬星野、曾虚白等人共同倡导台湾自由开明新闻报导体制，呼籲效仿欧美国家的新闻体制，并致力于两岸新闻教育交流互动。 
1968年高雄市長選舉，時任國民黨副秘書長的謝然之親自南下高雄市坐鎮指揮，為國民黨提名的候選人陳武璋助選。卻出現「輔選方式」錯誤、助選人員欺上瞞下的情況，連輔選單位都只收到陳武璋聲勢上漲的情報，:79也使陳武璋陣營以為將勝選，到了4月21日開票當晚六點謝然之還向中央報告陳武璋將大贏楊金虎兩萬票。:9唯開票結果，先前三戰三敗、票數一屆比一屆少的黨外候選人楊金虎。反而贏了陳武璋超過兩萬票。
1970年，谢然之出任中华民国驻萨尔瓦多大使；1975年卸任，由連戰接任。

### 美国
美国西部时间2009年6月27日，谢然之逝世于加州洛杉矶，享寿97岁。美国西部时间2009年7月2日下午3时，下葬洛杉矶近郊的玫瑰岗墓园（Rose Hills）。

## 家庭
- 妻：谢高萍（1919~）
- 长子：谢舜虎
- 次子：谢舜哲
- 女儿：谢舜雯